# Tunnel van Burro Schmidt

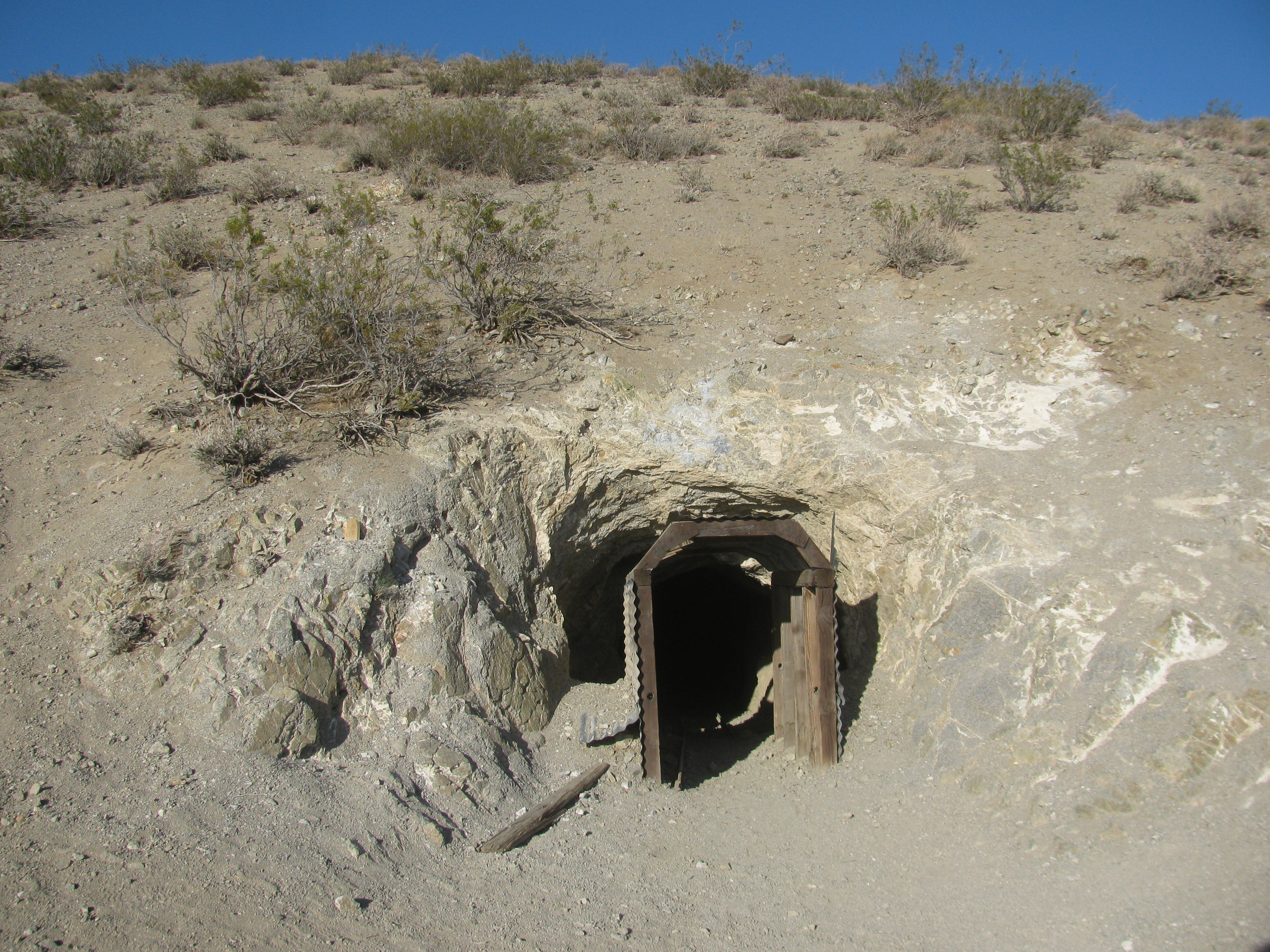
De zuidelijke ingang van de tunnel

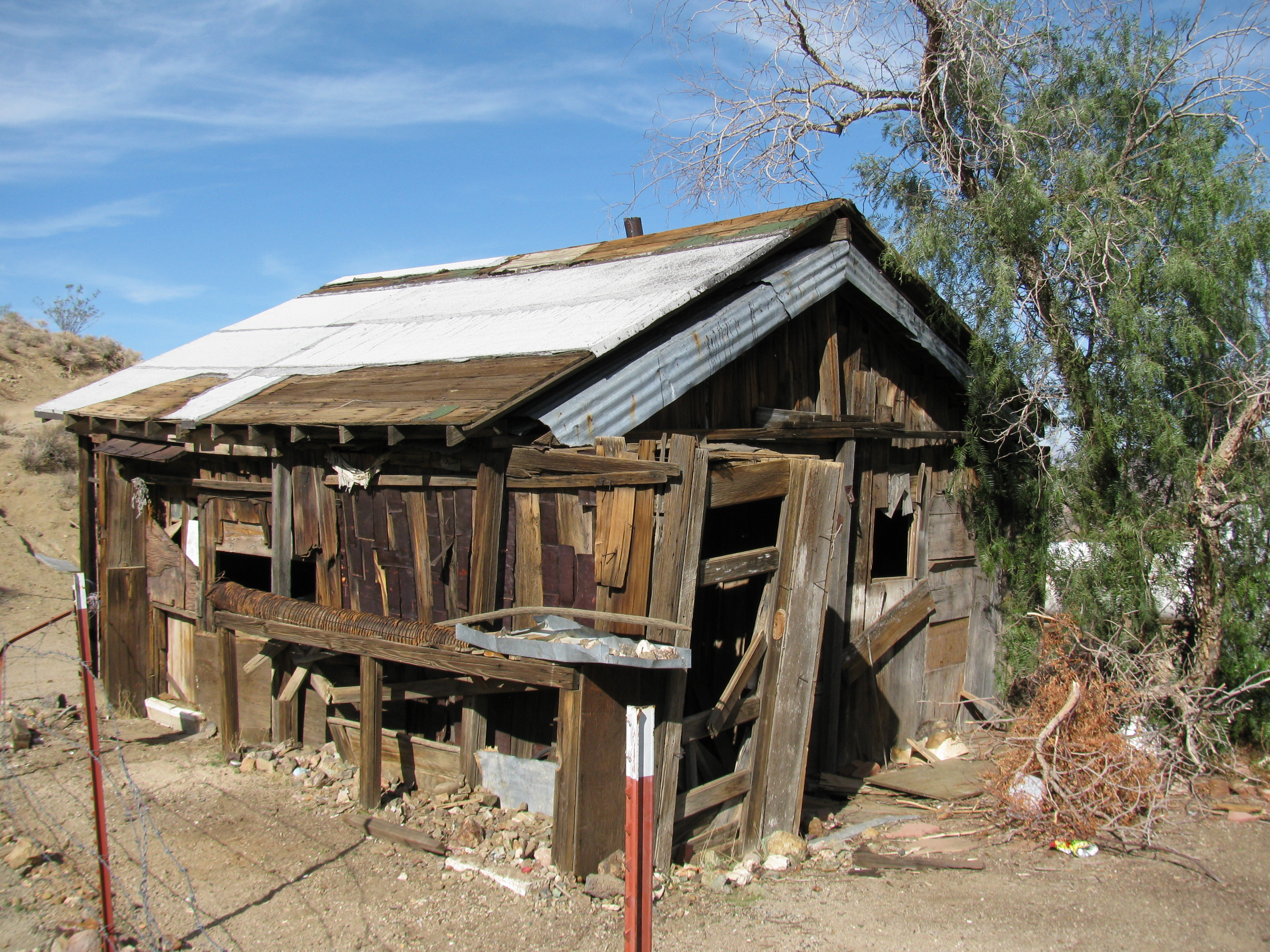
De vervallen hut waarin Schmidt gewoond heeft

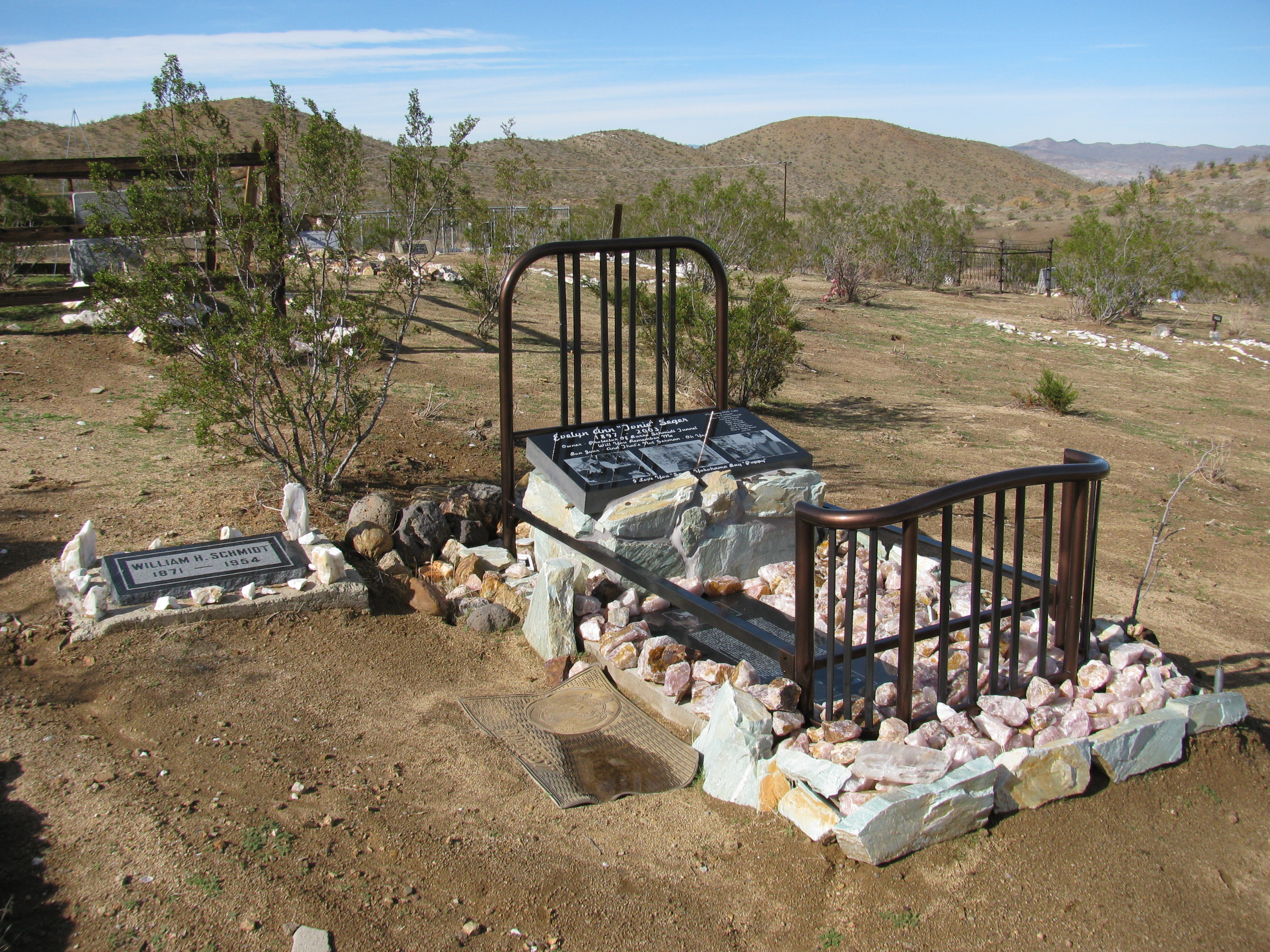
Het graf van Burro Schmidt (links) in Johannesburg in Californië. Rechts dat van een latere beheerder van de tunnel

De tunnel van Burro Schmidt is een handgegraven tunnel in de bergketen El Paso in het noorden van de Mojavewoestijn in Californië. De tunnel, van 636 m lengte, werd door William Henry 'Burro' Schmidt tussen 1902 en 1934 gegraven.

## Willam Schmidt
Schmidt werd in 1871 geboren in Providence in de staat Rhode Island. Nadat zijn zes broers en zussen aan tuberculose waren overleden, verhuisde hij naar Californië hopend op een betere gezondheid en een beter leven. Hij zocht naar goud en andere mineralen in de El Paso bergketen, waar hij een claim had. In 1902 begon hij met het door een berg graniet uithakken van een tunnel. Desgevraagd verklaarde hij altijd dat hij een sluiproute maakte om er gedolven erts mee naar de smelterij te transporteren. Nadat de aanleg van een nieuwe weg die route overbodig maakte, ging Schmidt evengoed door met zijn werk. Mede daarom, en vanwege het feit dat hij nooit enige erts heeft verkocht, kan Schmidt tot de hobbytunnelaars gerekend worden.
Schmidt voorzag in zijn levensonderhoud door 's zomers als landarbeider te werken. De rest van het jaar werkte hij aan zijn tunnel, met behulp van wat eenvoudig gereedschap en soms explosieven. Uitgegraven zand en stenen droeg hij aanvankelijk zelf naar buiten, maar later legde hij rails aan en gebruikte een kar. Hij woonde in een schamele hut nabij de tunnelingang en hij moet een zeer sober bestaan geleid hebben. Toen de tunnel af was, droeg Schmidt zijn concessie over aan een andere mijnwerker. Hij had een zakenpartner die rondleidingen verzorgde in en rond de tunnel, maar zelf pakte Schmidt zijn boeltje en vertrok. Hij overleed elders in 1954.

### Na Schmidt
Na het vertrek van Schmidt beheerde zakenpartner Mike Lee de tunnel. Niet lang na zijn dood in 1963 kochten Evelyn Tonie Seger en haar echtgenoot de hutten en delen van de grond. Seger heeft ook de tunnel lang beheerd, maar over het eigendom ervan bestaat tot op heden (2020) onduidelijkheid. Verschillende betrokkenen en instanties hebben geprocedeerd over rechten op het land en de tunnel.

### Burro
Schmidt dankt zijn bijnaam 'Burro' aan de twee ezels die hij had en die hij Jack en Jenny noemde. Dat type kleine ezel, meest in gebruik als lastdier, wordt in dat deel van de VS met het Spaanse leenwoord burro aangeduid.

## De tunnel
De tunnel heeft een lengte van ruim 636 m, is ongeveer 1,8 m hoog en 3 m breed. Hij loopt ruwweg van noord naar zuid, iets ten oosten van het nationaal park Red Rock Canyon. Nabij de zuidelijke ingang heeft men een ruim uitzicht op lager gelegen zoutvlaktes, bij goed weer tot aan het spookstadje Randsburg, zo'n 20 km ten zuidoosten.
Anno 2020 worden tunnel en het omliggende terrein beheerd door het Bureau of Land Management. Verkennen van de tunnel zelf wordt afgeraden, maar de onderkomens van Schmidt en zijn opvolgers zijn van buiten te bezichtigen.